# 蒋洲 (明朝)
蒋洲（？—1572年），字宗信，号龙溪，浙江鄞县人。明朝政治人物。

## 简介
早年為诸生，好游侠。入胡宗宪幕。嘉靖三十四年，在胡宗宪的建议下，出使日本招抚王直。王直被杀后，被御史赵孔昭弹劾，下诏狱论死。后郎中唐顺之上疏相救，才没有被论罪。谭纶驻节蓟辽后曾邀他协助管理军务，被他谢绝，说：“洲本书生，万里航海惟欲为国家树尺寸之效，功成谤兴，屈捐命之功，比赎罪之例，洲复何望。”后病卒于河北省昌平的旅舍中。